# Pienza
Pienza är en kommun (på italienska comune) i provinsen Siena i regionen Toscana i Italien. Kommunen hade 2 074 invånare (2018).
Den mest kända platsen i kommunen är det pittoreska Val d'Orcia. Både Val d'Orcia och staden Pienzas historiska centrum har fått världsarvsstatus.
Pienza hette ursprungligen Corsignano och var en liten borgo utan någon nämnvärd betydelse då påven och renässanshumanisten Pius II (född 1405 som Aenas Silvius Piccolomini i staden) efter att han blivit vald till påve 1458 lät bygga om staden enligt en idealistisk stadsplanering. Staden bytte 1462 namn till sitt nuvarande namn och är sedan dess ett tydligt exempel på den tidiga renässansarkitekturen känd som quattrocento.
Pius lät i sin helhet återställa den förfallna samlingen av hus och gav den florentinska arkitekten Bernardo Rossellino uppdraget att återuppbygga staden som ett humanistiskt ideal med ett urbant centrum kring en piazza med en katedral mitt emot Palazzo communale. Rossellino skapade också Palazzo Piccolomini sammanlänkat med Palazzo Borgia framför torget.